# Нашмаркт (Лейпциг)
Нашмаркт (нем. Naschmarkt) — историческая площадь в центре немецкого города Лейпциг в федеральной земле Саксония. Разбитая в середине XVI века площадь ограничена зданиями Старой ратуши, Старой биржи и торгово-выставочным комплексом Handelshof и открыта в сторону главной пешеходной улицы Лейпцига Гриммаише-штрассе.

## Описание
Нашмаркт является одной из самых маленьких площадей города и имеет в длину 90 и в ширину 20 метров, образуя открытый к югу вытянутый прямоугольник. С севера расположена барочная Старая биржа конца XVII века, перед которой в 1903 году по проекту Карла Зеффнера (1861—1932) был возведён памятник Гёте, окружённый рядом деревьев. Южную границу Нашмаркта составляет Львиный фонтан, украшенный скульптурными работами Шадова 1820 года (перестроен в 1918 году по проекту Хуго Лихта) и выходящий на улицу Гриммаише-штрассе (нем. Grimmaische Straße) с Пассажем Медлера. С запада расположена Старая ратуша середины XVI века с Музеем истории города, и напротив неё — бывший торговый дом выставки образцов Handelshof (1909), где с 2011 года размещается пятизвёздочная гостиница Steigenberger. Посредством двух пассажей Нашмаркт имеет выход к Рынку (нем. Markt) и к улице Райхс-штрассе (нем. Reichsstrasse).

## История
Нашмаркт возник в 1550-х годах при строительстве здания Старой ратуши: при этом в результате сноса старой застройки участка, в первую очередь, здания гильдии суконщиков на обратной стороне ратуши было создано новое общественное пространство, на котором не только шла бойкая торговля, но и размещался целый ряд коммунальных учреждений и давали представления театральные группы.
До 1679 года здесь в бочках пересыпаная солью продавалась сельдь, в результате чего площадь одно время носила название Селёдочного рынка (нем. Heringsmarkt).
С возведением здания биржи (закончена в 1687 году) площадь была украшена фонтаном, увенчанном фигурой Геракла (1688). В 1820 году фонтан сменил своё местоположение и был перестроен в качестве Львиного фонтана с интегрированной ручной водокачкой.
С 1703 года на площади размещались городские портеры (паланкинеры).
Восточная сторона Нашмаркта была с середины XVI века застроена репрезентативными зданиями, нижние этажи которых были отданы под пивной погреб Burgkeller (старейший ресторан города), таверну (1565), торговлю обувью и мехами (1572), хлебом и мясом (1578). И здесь же, в примыкающей башне размещался городской карцер для неплатёжеспособных банкротов. В начале XIX века было возведено новое здание городской тюрьмы, так называемый нем. Stockhaus, в соседнем доме размещались коммунальная гвардия, полиция и налоговая служба. В 1908—1909 годах на смену старой застройке пришёл Handelshof — один из многочисленных специализированных торговых домов лейпцигской выставки образцов.

## Название
Однозначного объяснения происхождения названия Нашмаркт нет. Самым простым и распространённым является указание на торговлю здесь различными лакомствами, сладостями и сухофруктами, которые в немецком языке в целом обозначаются как Naschwerk. Также известно, что в прошлом, как минимум в XVIII веке, площадь именовалась Aschmarkt, что можно по сходному звучанию понять как произведённое от нем. Esche (=ясень), хотя в этом случае содержательная связь остаётся, скорее, непрояснённой. С другой стороны, устаревшее восточно-среднегерманское Asch обозначает глубокую тарелку, миску, либо котелок (но также в древневерхненемецком лодку), что гораздо более соотносится с историческими реалиями: с длительным существованием таверны и пивного погребка (нем. Burgkeller) на восточной стороне площади.

## Изображения

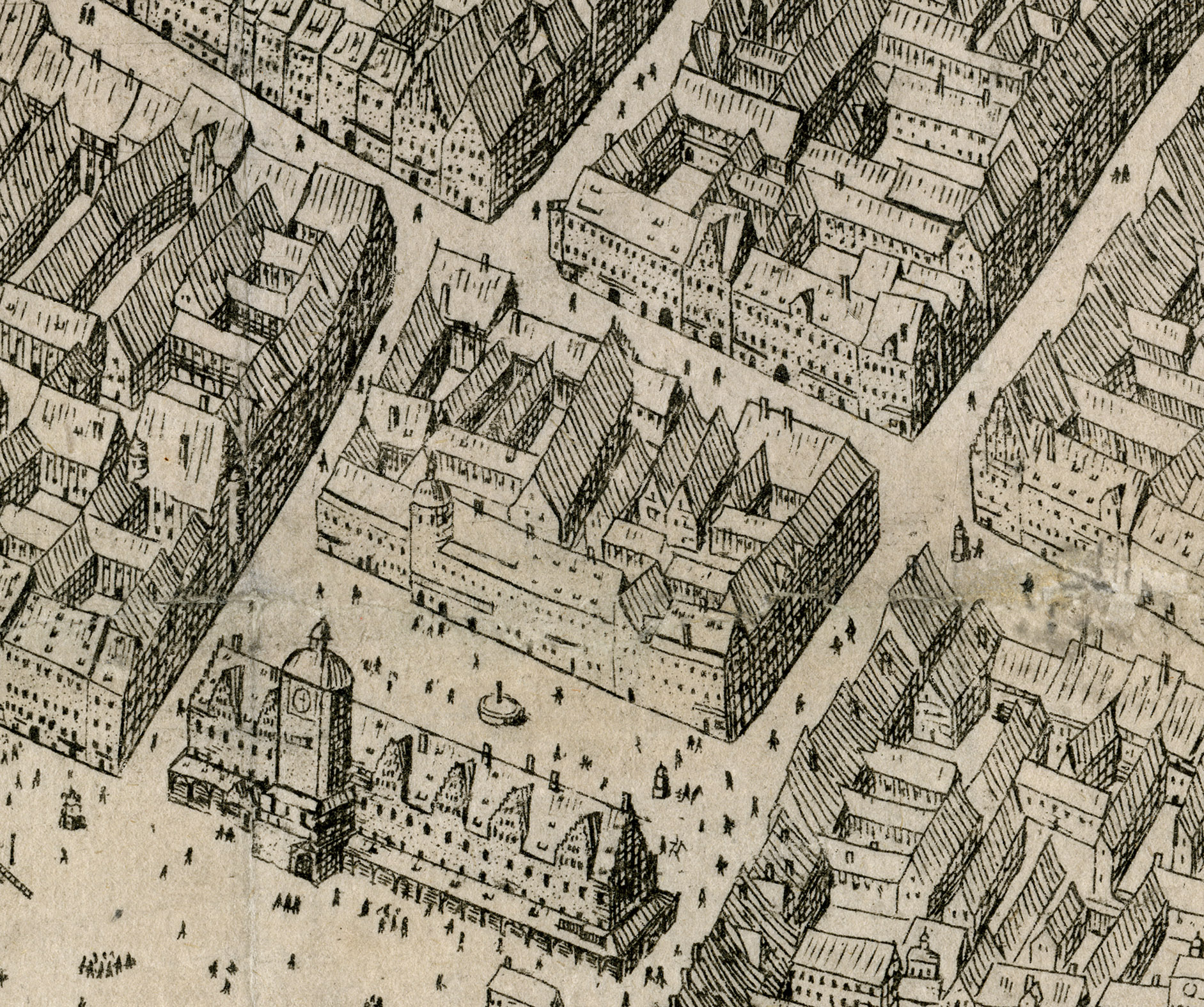
Изображение Нашмаркта на плане города 1646 года
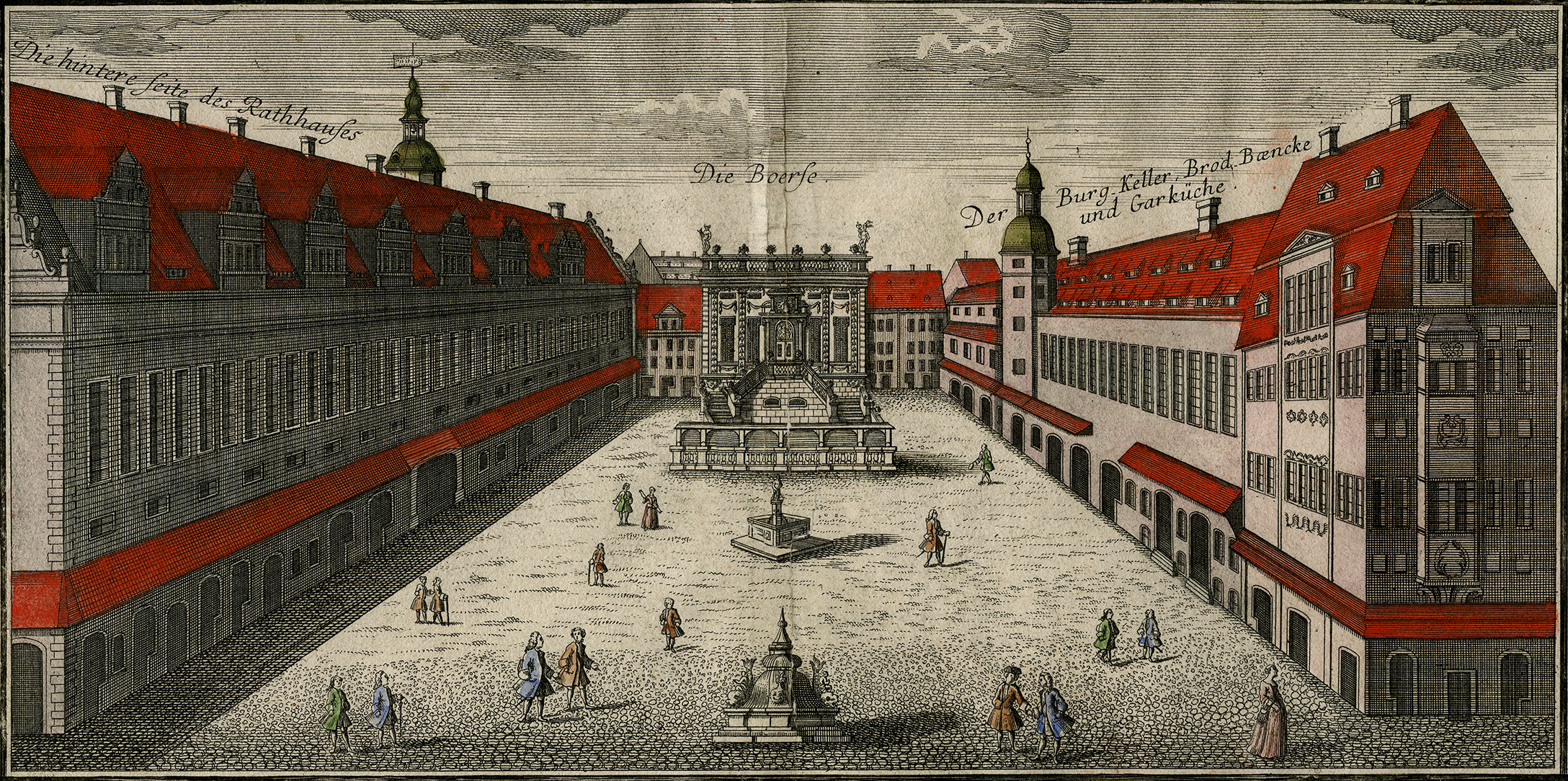
Нашмаркт в 1749 году
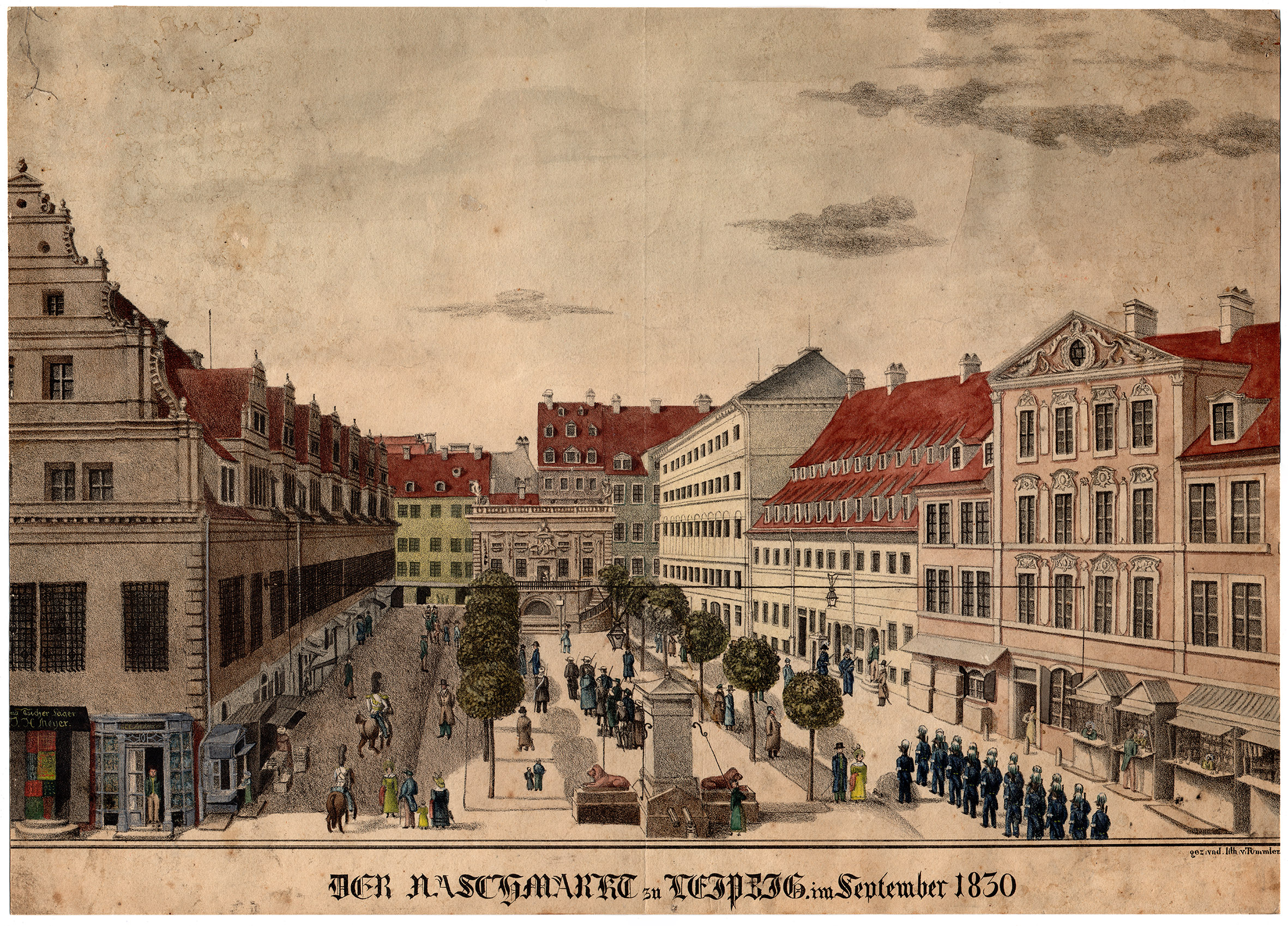
Нашмаркт в 1830 году
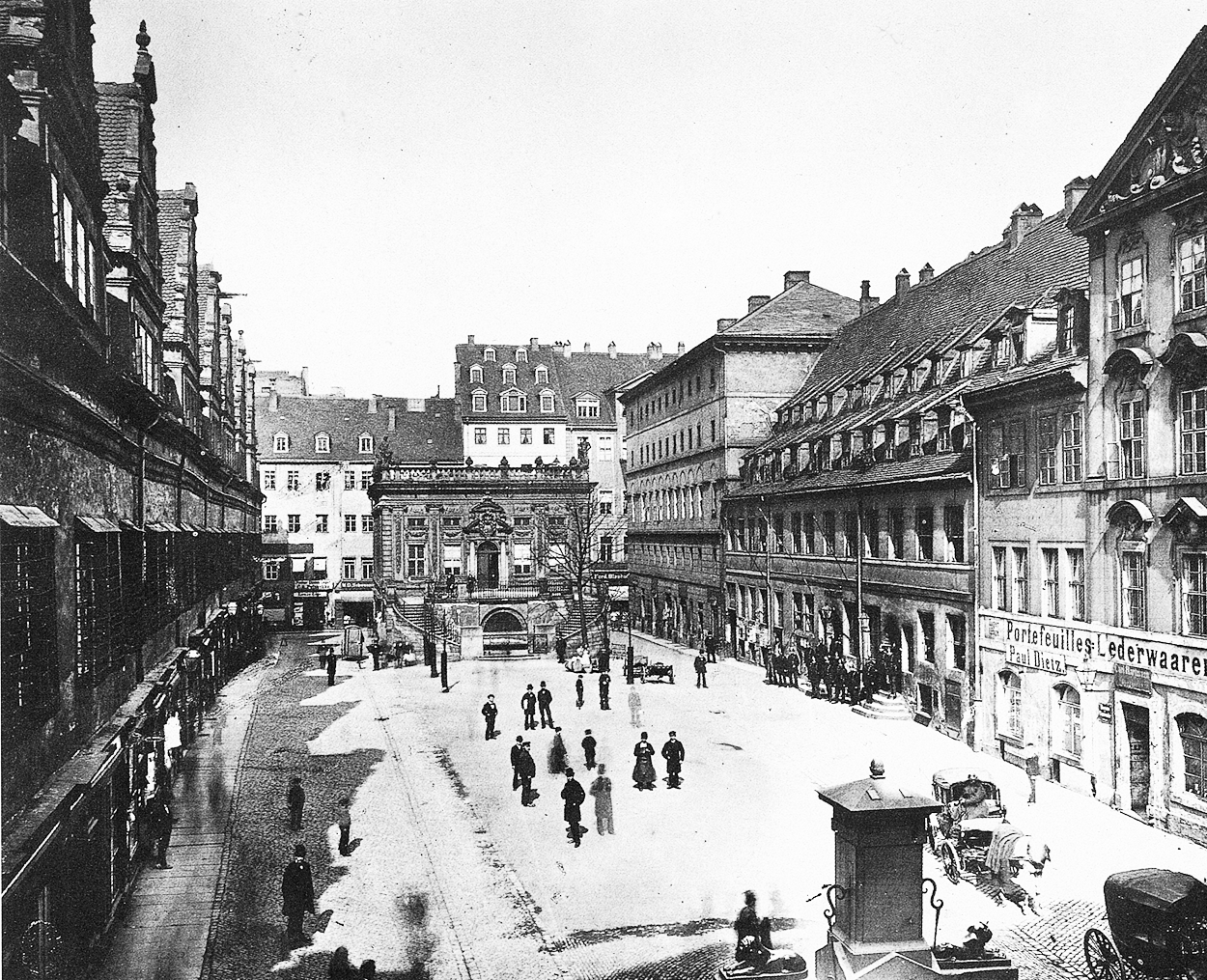
Нашмаркт в 1880 году
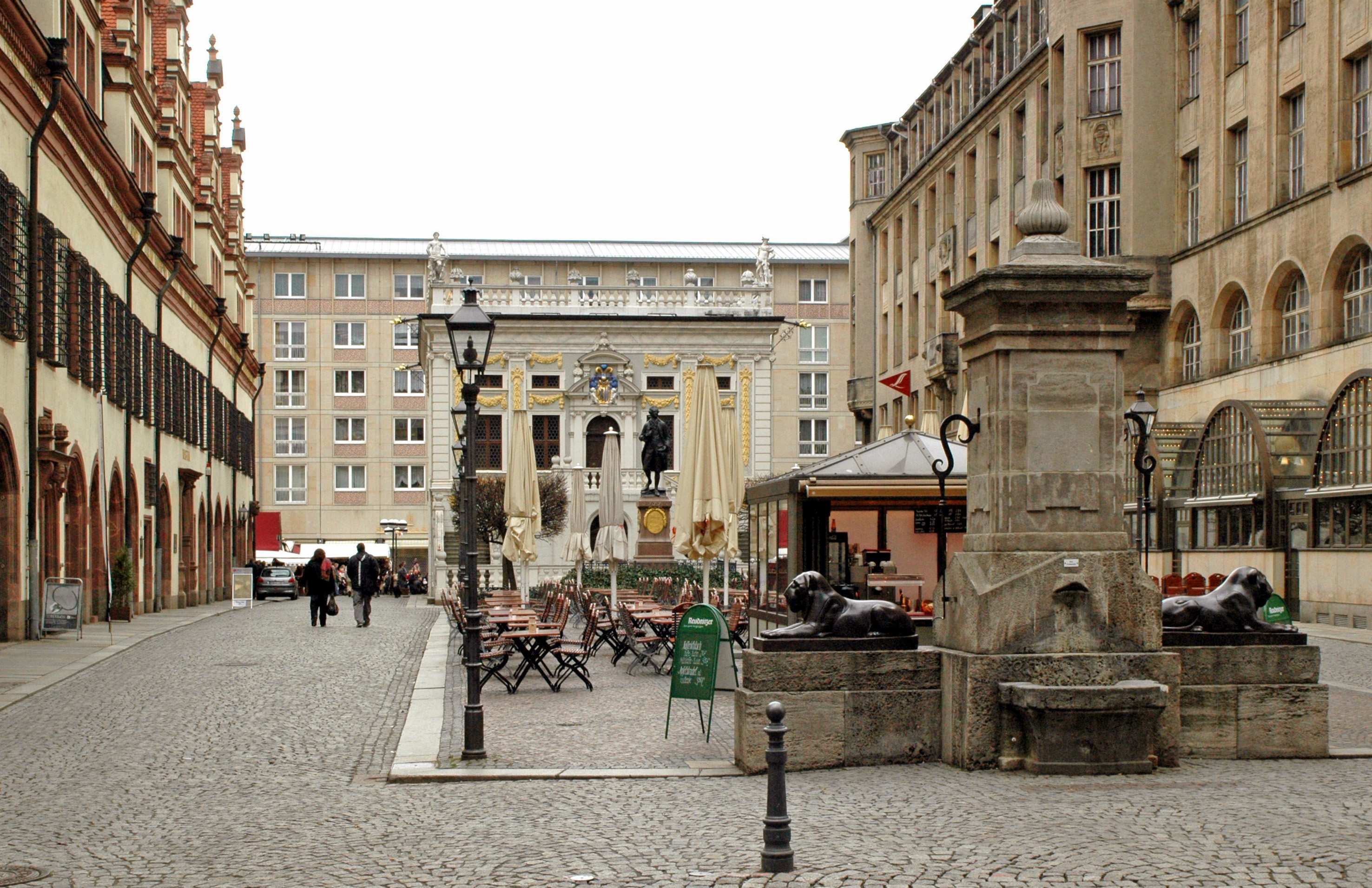
Современное состояние